# Limnocyon
Limnocyon — парафілетичний рід гієнодонтид, який жив у Північній Америці в середньому еоцені. Скам'янілості цієї тварини були знайдені в Каліфорнії, Юті та Вайомінгу.

## Опис

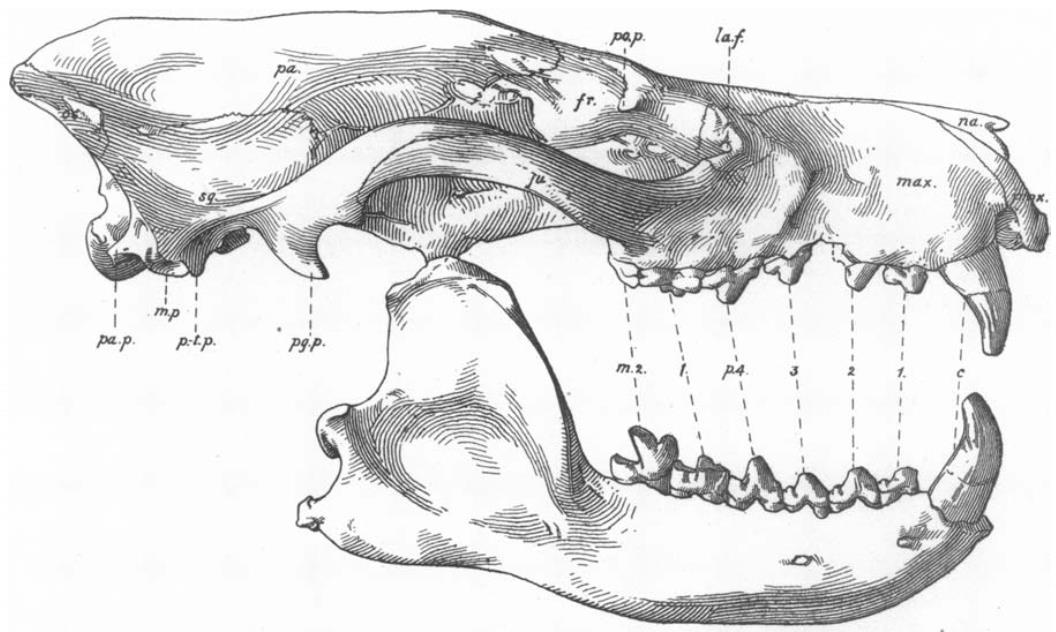
Схема черепа

Limnocyon був невеликим всеїдним гієнодонтидом, за деякими оцінками, його вага становила менше одного кілограма. Як і інші лімноціоніди, Limnocyon мав лише два моляри у верхньому та нижньому зубних рядах.